# 攻玉社中学校・高等学校の人物一覧
攻玉社中学校・高等学校の人物一覧（こうぎょくしゃちゅうがっこう・こうとうがっこうのじんぶついちらん）は、攻玉社中学校・高等学校に関係する主な人物の一覧記事。

## 出身者

### 海軍
- 伊集院五郎 - 海軍大将（元帥)（海兵5期）、軍令部長 、連合艦隊司令長官
- 上村彦之丞 - 海軍大将（海兵4期）、軍歌「上村将軍」にうたわれる
- 村上格一 - 海軍大将（海兵11期）、清浦内閣の海軍大臣
- 山屋他人 - 海軍大将（海兵12期）、皇后雅子の曽祖父（母方祖母の父）
- 栃内曽次郎 - 海軍大将（海兵13期）、連合艦隊司令長官
- 野間口兼雄 - 海軍大将（海兵13期）
- 黒井悌次郎 - 海軍大将（海兵13期）
- 鈴木貫太郎 - 海軍大将（海兵14期）、第42代内閣総理大臣
- 財部彪 - 海軍大将（海兵15期）、 加藤友三郎内閣・第2次山本内閣・加藤高明内閣・第1次若槻内閣・濱口内閣の海軍大臣
- 竹下勇 - 海軍大将（海兵15期）
- 加藤寛治 - 海軍大将（海兵18期）、軍令部長・艦隊派の領袖
- 安保清種 - 海軍大将（海兵18期）、濱口内閣の海軍大臣
- 百武三郎 - 海軍大将（海兵19期）、昭和天皇の侍従長
- 山本英輔 - 海軍大将（海兵24期）、連合艦隊司令長官
- 大角岑生 - 海軍大将（海兵24期）、犬養内閣の海軍大臣、艦隊派
- 藤田尚徳 - 海軍大将（海兵29期）、昭和天皇の侍従長
- 高橋三吉 - 海軍大将（海兵29期）、連合艦隊司令長官
- 江頭安太郎 - 海軍中将（海兵12期）、皇后雅子の曽祖父（母方祖父の父）
- 川島令次郎 - 海軍中将（海兵11期）
- 岡敬純 - 海軍中将（海兵39期）、東京裁判にて終身刑、のち釈放
- 松村龍雄 - 海軍中将（海兵14期）、戦艦三笠副長
- 上泉徳弥 - 海軍中将（海兵12期）
- 金子養三 - 海軍少将（海兵30期）、海軍初飛行成功者（大正元年）
- 石川信吾 - 海軍少将（海兵42期）、戦艦大和発案者、艦隊派
- 伊東祐保 - 海軍大佐（海兵17期）
- 広瀬武夫 - 海軍中佐（海兵15期）、「軍神」とされた
- 佐久間勉 - 海軍大尉（海兵29期）、「軍神」とされた

### 陸軍
- 宇都宮太郎 - 陸軍大将、朝鮮総督
- 堀内文次郎 - 陸軍中将、平安中学校長、満蒙中学校長 / 歩兵第58連隊長時代に初のスキー導入

### 学界
- 伊藤為吉 - 建築家
- 川原繁人 - 言語学者、ラトガーズ大学助教授
- 古賀英三郎 - 社会学者、元一橋大学社会学部長・教授
- 西山敏樹 - 東京都市大学都市生活学部教授、バスなどの公共交通の研究で著名
- 櫻井欽一 - 鉱物研究家、理学博士
- 野村政宏 -  物理工学者、東京大学 総長補佐・教授

### 政治・社会
- 志賀重昂 - 評論家、地理学者
- 末松謙澄 - 内務大臣、逓信大臣、文学博士、法学博士
- 望月圭介 - 内務大臣、逓信大臣
- 三島彌太郎 - 第8代日本銀行総裁
- 片山潜 - 労働運動家、共産主義者
- 小泉又次郎 - 政治家、小泉純一郎の祖父（中学校中退）
- 山之内一次 - 鉄道大臣
- 中野剛志 - 評論家
- 中馬馨 - 大阪市長
- 米田吉盛 - 衆議院議員、横浜専門学校（神奈川大学の前身）創立者

### 文学・芸術
- 内田魯庵 - 文学者、評論家、翻訳家
- 本多猪四郎 - 特撮映画監督（『ゴジラ』脚本、監督）
- 森田草平 - 作家、翻訳家
- 吉井勇 - 歌人、小説家
- 石原吉郎 - 詩人
- 谷川晃一 - 画家
- 安藤士 - 彫刻家、忠犬ハチ公銅像製作者
- 伊藤道郎 - ダンサー、振付師
- Dos Monos - ヒップホップトリオ

### 芸能
- 笑福亭円笑 - 上方落語家
- おたっきぃ佐々木 - ラジオ構成作家
- 佐原健二 - 俳優
- 塩屋翼 - 声優
- 中村ブン - 俳優、ミュージシャン
- 冨家ノリマサ - 俳優
- 宮崎隆一（マッスル宮崎） - トレーナー、ネットタレント
- 坂東新悟 - 歌舞伎役者
- 杉本和陽 - 将棋棋士

### ジャーナリズム
- 秋山豊寛 - 日本人初の宇宙飛行士、元TBSジャーナリスト
- 三橋大樹 - NHKアナウンサー
- 高井正智 - NHKアナウンサー
- 森田洋平 - NHKアナウンサー
- 金城均 - NHKアナウンサー
- 髙木優吾 - NHKアナウンサー
- 坂俊介 - RSK山陽放送アナウンサー
- 高橋弘樹 - 映像ディレクター、元テレビ東京プロデューサー・ディレクター

### 実業
- 彭城嘉津馬 - 富士電力常務取締役
- 加藤正人 - 実業家、大和紡績社長
- 松方幸次郎 - 川崎造船所初代社長
- 三田勝茂 - 元日立製作所社長
- 中村壮秀 - アライドアーキテクツ代表取締役社長

### スポーツ
- 南部忠平 - 陸上
- 天知俊一 - 野球
- 関口穣二 - 野球
- 梅沢直充 - 野球